# Нијевр
Нијевр (фр. Nièvre) департман је у централној Француској. Припада региону Бургундија, а главни град департмана (префектура) је Невр. Департман Нијевр је означен редним бројем 58. Његова површина износи 6.817 км². По подацима из 2010. године у департману Нијевр је живело 219.584 становника, а густина насељености је износила 32 становника по км².
Овај департман је административно подељен на:
- 4 округа
- 32 кантона и
- 312 општина.

## Демографија
| 1999.   |
| ------- |
| 225.198 |